# Rio Chiricanu
O Rio Chiricanu é um rio da Romênia, afluente do Neajlov, localizado no distrito de Dâmboviţa,<br />Teleorman,<br />Giurgiu.